# Grant Margeman
Pour les articles homonymes, voir Singh.
Grant Margeman est un footballeur sud-africain né le 3 juin 1998 au Cap. Il évolue au poste de milieu de terrain à l'Ajax Cape Town.

## Carrière

### En sélection
Il joue son premier match avec l'Afrique du Sud le 2 juin 2019 contre le Botswana en coupe COSAFA. Il marque le second but pour les Bafanas Bafanas. 